# 玉环市市长列表
玉环市市长列表列出了自2017年4月至今玉环市的全部市长。玉环市市长是玉环市行政机关（即玉环市人民政府）的最高行政长官。玉环市是位于中华人民共和国浙江省的一个县级市。2017年4月，玉环县撤县设市，改称玉环市，吴才平成为玉环县最后一任县长及玉环市首任市长。截至2022年2月，玉环市有三任市长。

## 历史
玉环市，别称“榴岛”，是中华人民共和国浙江省的一个直辖县级市，由台州市代管。位于台州市东南面、浙江省东南沿海，长三角经济圈南部；东临东海，南濒洞头洋与温州市相连，西隔乐清湾与乐清市相望，北与温岭市接壤。地势北高南低，丘陵平原相间。境内岛屿林立，海礁棋布，全境由楚门－玉环半岛及鸡山、披山等55个岛屿组成，是全国14个海岛县之一。:1885
玉环市原为玉环县。自1912年2月至2017年4月共105年期间，玉环县共上任51位县长，另有未到任3位。2017年4月9日，经国务院批准，同意撤销玉环县，设立县级玉环市，以原玉环县的行政区域为玉环市的行政区域。2017年5月13日，玉环召开撤县设市大会。时任玉环县县长的吴才平成为玉环县最后一任县长及玉环市首任市长。截至2022年2月，玉环市有三任市长，如下表。

## 列表
| 任次 | 姓名   | 籍贯         | 出生年份   | 入党年份   | 上任日期      | 卸任日期       | 备注               | 脚注        |
| ---- | ------ | ------------ | ---------- | ---------- | ------------- | -------------- | ------------------ | ----------- |
| 1    | 吴才平 | 浙江仙居     | 1969年3月  | 1993年1月  | 2017年4月9日  | 2019年10月24日 |                    | [ 6 ] [ 5 ] |
| 2    | 周阳   | 浙江宁波鄞州 | 1982年5月  | 2003年10月 | 2020年5月9日  | 2022年2月20日  | 现任玉环市市委书记 | [ 7 ] [ 8 ] |
| 3    | 杜年胜 | 浙江临海     | 1974年10月 | 2000年5月  | 2022年2月20日 | 现任           |                    |             |